# Microplidus luctuosus
Microplidus luctuosus är en skalbaggsart som beskrevs av Karl Henrik Boheman 1857. Microplidus luctuosus ingår i släktet Microplidus och familjen Melolonthidae. Inga underarter finns listade i Catalogue of Life.